# Tribulus
Genre
Classification phylogénétique
Tribulus est un genre de plantes dicotylédones de la famille des Zygophyllaceae.

## Liste d'espèces
Selon BioLib (9 mai 2014) :
- Tribulus bimucronatus Viv.
- Tribulus cistoides L.
- Tribulus longipetalus Viv.
- Tribulus terrestris L. - Tribule terrestre

Selon ITIS (9 mai 2014) :
- Tribulus cistoides L.
- Tribulus terrestris L.